# Ишалка (река)
Иша́лка — частично пересыхающая река в Красногвардейском районе Оренбургской области России, левый приток реки Ток. Длина реки составляет 17 км; площадь бассейна — 66,7 км².

## География
Река берёт начало на северо-западном склоне, находящимся недалеко от урочища Кла́ссен, в Красногвардейском районе Оренбургской области. Высота истока — 174 м над уровнем моря. Впадает в реку Ток на 103 км — рядом с урочищем Чапаевка. Высота устья — 83 м над уровнем моря.

## Бассейн

Пруд с видом на посёлок Ишалка

- руч. Василько́вка (протяжённость — 1114 м)
- пруд Иша́льский (расположен недалеко от посёлка Ишалка в 7886 м от устья; площадь зеркала — 126 300 м²)
- р. Ильи́нка (6238 м)
  - пруд Ильи́нский (расположен вблизи урочища Ильинка в 3660 м от устья реки Ильинка; площадь зеркала — 55 970 м²)
  - руч. Средний дол (3995 м)
  - руч. Ильи́нский (1138 м)
- руч. Дубо́вый (1702 м)
  - руч. Осиновый дол (597 м)
- руч. Кла́ссен (818 м)

## Данные водного реестра
По данным государственного водного реестра России относится к Нижневолжскому бассейновому округу, водохозяйственный участок реки Самара от Сорочинского гидроузла до водомерного поста у села Елшанка. Речной бассейн реки Волга от верховий Куйбышевского водохранилища до впадения в Каспийское море.

## Топографические карты
- Лист карты N-39-119 Плешаново. Масштаб: 1 : 100 000. Состояние местности на 1986 год. Издание 1992 г.